# Diocesi di Telmisso
La diocesi di Telmisso (in latino: Dioecesis Telmissensis) è una sede soppressa e sede titolare della Chiesa cattolica.

## Storia
Telmisso, identificabile con Fethiye (in greco Μάκρη, Makri) nell'odierna Turchia, è un'antica sede episcopale della provincia romana di Licia nella diocesi civile di Asia. Faceva parte del patriarcato di Costantinopoli ed era suffraganea dell'arcidiocesi di Mira.
La diocesi è documentata nelle Notitiae Episcopatuum del patriarcato di Costantinopoli fino al X secolo; in alcune la sede è nota con il nome di Anastasiopoli.
Sono solo due i vescovi conosciuti di Telmisso. Ilario è menzionato in una lettera, datata tra il 375 e il 377,  che Basilio di Cesarea scrisse ad Anfilochio di Iconio, perché verificasse l'ortodossia dei vescovi della Licia, tra cui figura anche Ilario. Zenodoto partecipò al concilio di Calcedonia nel 451.
Dal XVIII secolo Telmisso è annoverata tra le sedi vescovili titolari della Chiesa cattolica; la sede è vacante dal 23 ottobre 1990.

## Cronotassi

### Vescovi greci
- Ilario † (menzionato nel 375/377)
- Zenodoto † (menzionato nel 451)

### Vescovi titolari
- William Gregory Sharrock, O.S.B. † (30 settembre 1779 - 17 ottobre 1809 deceduto)
- Jean-Jacques Lartigue, P.S.S. † (1º febbraio 1820 - 13 maggio 1836 nominato vescovo di Montréal)
- Ignace Bourget † (10 marzo 1837 - 19 aprile 1840 succeduto vescovo di Montréal)
- Matthias Pollitzer † (19 giugno 1843 - 12 settembre 1850 deceduto)
- Etienne-Auguste-Joseph-Louis Bardou, M.E.P. † (1º maggio 1874 - 25 novembre 1886 nominato vescovo di Coimbatore)
- Nicholas Chrysostom Matz † (19 agosto 1887 - 10 luglio 1889 succeduto vescovo di Denver)
- Johannes Hofman, O.F.M. † (24 aprile 1891 - 26 ottobre 1917 deceduto)
- Bolesław Twardowski † (14 settembre 1918 - 3 agosto 1923 nominato arcivescovo di Leopoli)
- Jean-Camille Costes † (3 aprile 1924 - 9 febbraio 1940 succeduto vescovo di Angers)
- Francisco Beckmann, C.M.F. † (25 maggio 1940 - 13 gennaio 1945 nominato arcivescovo di Panamá)
- Andrew James Louis Brennan † (14 aprile 1945 - 23 maggio 1956 deceduto)
- Francisco Maria da Silva † (20 dicembre 1956 - 12 dicembre 1963 nominato arcivescovo di Braga)
- Johannes Wiesen, S.V.D. † (2 febbraio 1964 - 1º marzo 1972 deceduto)
- Andrew Pataki † (30 maggio 1983 - 19 giugno 1984 nominato eparca di Parma)
- George Martin Kuzma † (11 novembre 1986 - 23 ottobre 1990 nominato eparca di Van Nuys)